# Leopoldo Nunes
Leopoldo Nunes, Leopoldo Nunes da Silva Filho (Santa Fé do Sul, São Paulo, 24 de fevereiro de 1966 - 26 de maio de 2020) foi um cineasta, roteirista, diretor de TV e gestor brasileiro.

## Biografia
Militante na área cultural desde 1984 (18 anos), quando ingressou no movimento cineclubista em Ribeirão Preto (SP), Leopoldo Nunes exerceu algumas atividades na produção independente de vídeo em 1986, ainda em São Paulo.
Estudou em Cuba, na Escuela Internacional de Cine y TV de San Antonio de Los Baños, em 1988, e na Escola de Comunicação e Artes - ECA, da Universidade de São Paulo, em 1989, tendo feito aí seu primeiro curta-metragem como trabalho de escola, "A Idade do Lixo".
Trabalhou como diretor de documentários para a TV dos Trabalhadores, em São Bernardo do Campo, na região do ABC paulista, de 1988 a 1992, época da primeira campanha eleitoral de Lula à presidência da república. Também dirigiu documentários para a STV e a TV Bandeirantes.
Foi eleito presidente da Associação Brasileira de Documentaristas - ABD Seção São Paulo que representa curtas-metragistas, e em seguida Presidente Nacional da ABD, entre 1999 e 2003.
Integrou a primeira diretoria do Congresso Brasileiro de Cinema-CBC, presidida pom Gustavo Dahl (2001-2004). Como representante da ABD e dos curtas-metragistas, foi membro da Comissão Nacional de Cinema do Ministério da Cultura, durante três anos, e da Comissão Estadual de Cinema de São Paulo, também durante três anos.
Recebeu o prêmio de Melhor Documentário no 28º Festival de Brasília, 1995, pelo curta "O Profeta das Cores".
Em 2003 e 2004 foi Chefe de Gabinete e Secretário Substituto da Secretaria do Audiovisual, nomeado pelo Ministério da Cultura;
Em 2004 recebeu o Prêmio Especial do Júri e prêmio ANDI - Cinema pela Infância, no 36º Festival de Brasília; o de Melhor Filme do Júri Popular no FAM - (Florianópolis Audiovisual Mercosul), em 2004, ambos pelo curta "A Lata".
De junho de 2004 a março de 2006, foi Diretor de Patrocínios da Secretaria de Comunicação nomeado pelo Presidente Lula (Luís Inácio da Silva);
Em 2005, ainda funcionário público em cargo de confiança do governo do PT, Diretor de Patrocínios da Secretaria de Comunicação da Presidência da República / SECOM-PR, pessoa responsável por coordenar as políticas de patrocínios do governo, junto aos ministérios e às empresas do Estado ou às quais o Estado tenha maioria acionária, viabilizou financeiramente e dirigiu o seu primeiro longa-metragem: "O Profeta das Águas" (2005, HD), Melhor Longa-Metragem no FICA - Festival Internacional de Cinema Ambiental - Goiás - GO e Melhor Filme do ECOCINE - São Paulo em 2006.
Em 2006 foi nomeado pelo Presidente Lula e pelo Presidente do Congresso Federal para um dos cargos de Diretor da Agência Nacional de Cinema - Ancine;
Em 2007 integrou o Grupo Executivo para criação da Empresa Brasil de Comunicação, e um ano após ter sido nomeado diretor da Ancine, deixa a agência.
Entre 2007 e 2009 foi Diretor de Conteúdo Programação da TV Brasil, tendo sido exonerado pela Presidente Tereza Cruvinel por acusações feitas por Leopoldo Nunes na imprensa;

## Atuação como funcionário do Governo
- Em 2003 e 2004 foi Chefe de Gabinete e Secretário Substituto da SAv/Ministério da Cultura
- Entre 2004 e 2006, foi Diretor de Patrocínios da Secretaria de Comunicação da Presidência do país
- Em 2006 foi nomeado Diretor da Agência Nacional de Cinema
- Entre 2009 e 2011 foi Secretário de Cultura de São Bernardo do Campo, no seu estado de São Paulo.
- Em 2011 foi assessor da Presidência da Riofilme S/A para alguns editais.
- Em 2012 torna-se Sócio-fundador da empresa privada Kon Tik Audiovisual Ltda.
- Em 2013 é nomeado titular da SAv-Secretaria do Audiovisual pela Ministra paulista Marta Suplicy.

## Filmografia

### Curtas-Metragens
- A Idade do Lixo (CM, 35mm, 1990)
- O Profeta das Cores (CM, 16mm, 1994)
- O Argonauta Alemão (CM, 16mm, 1994)
- Erra Uma Vez (CM, 16mm, 1997)
- A Lata (CM, 35mm, 2003)

### Longa em vídeo
- O Profeta das Águas (LM, HD, 2005)